# 클로로설폰산
클로로술폰산(Chlorosulfuric acid) 또는 염화술폰산은 화학식 HSO3Cl을 가지는 염화가 일어난 설폰산으로, 초강산의 한 종류이다.

## 구조 및 특성
황 원자를 중심으로 3개의 산소와 1개의 염소가 서로 반발하여 정사면체 모양의 분자 구조를 가지게 된다. 고순도의 클로로설폰산은 얻는 것이 거의 불가능하며, 과량의 삼산화 황과 함께 방치하면 황산과 염화 피로황산(S2O5Cl2)으로 분해된다.
2HSO3Cl + SO3 → H2SO4 + S2O5Cl2

## 제조
산업적인 용도로 대량 제조되는 클로로설폰산은 염산에 삼산화 황을 가하여 만든다.
HCl + SO3 → ClSO3H
교육을 목적으로 소량 제조되는 클로로설폰산은 오염화 인(PCl5)과의 반응으로도 얻을 수 있다. 두번째 제조법은 작은 실험실 규모의 작업에 더 적합하다.
PCl5 + H2SO4 → HSO3Cl + POCl3 + HCl

## 용도
- 클로로설폰산은 세제 및 화학 반응의 중간생성물로서 유용한 알킬술폰산염을 제조하는 데 사용된다.

ROH + ClSO3H → ROSO3H + HCl
- 사카린의 초기 합성은 톨루엔과 클로로설폰산의 반응으로 시작하여 오쏘 및 파라 클로로설폰산톨루엔의 유도체를 제공하고, 이어서 벤조산 유도체는 암모니아로 고리화되고 염기로 중화되어 사카린을 형성한다.

CH3C6H5 + 2HSO3Cl → CH3C6H4SO2Cl + H2SO4 + HCl
- 정찰용 드론인 리안모델147에서 비행운을 차단하는 용도로 사용된다.

## 안전성
클로로설폰산은 물과 격렬하게 반응하여 황산과 염화 수소 기체를 발생시키며, 일반적으로 용액에서 증기가 올라오는 형태로 관찰된다. 사용할 때는 적절한 환기와 같은 예방 조치를 준수해야 한다.

## 관련 할로젠화술폰산
- 플루오로설폰산(HSO3F)
- 브로모설폰산(HSO3Br)
- 아이오도설폰산(HSO3I)은 아직까지 발생하지 않는 것으로 알려져 있다.